# Iza Calzado
María Isadora Ussher Calzado (Ciudad Quezón; 12 de agosto de 1982), conocida artísticamente como Iza Calzado, es una actriz, cantante, modelo comercial y anfitrión de la TV filipina de Hollywood, que obtuvo la atención en el mundo del espectáculo en mayo de 2002. Ha sido comparada con actrices como Hilda Koronel, Cherry Pie Picache en términos de actuación.[cita requerida] Su mayor partida en su natal Filipinas, durante el espectáculo incluyó un trabajo en equipo con el actor argentino, Segundo Cernadas, en la Red GMA 's Te Amo, Maging Sino Ka hombre y tomando en consideración el personaje como Amihan en Encantadia. Recientemente participó en una adaptación estadounidense de la película filipina "Sigaw".

## Premios y nominaciones
| Año  | Filmes Premios/criticas                            | premio/nomonación                                             |
| 2008 | FHM Philippines 100 Sexiest Women in the World     | Rank #40 '                                                    |
| 2008 | 5th Golden Screen Awards                           | Best Supporting Actress for Blackout '                        |
| 2008 | 24th PMPC for Movies                               | Movie Supporting Actress of the Year for Ouija(nom)           |
| 2008 | Asian Model Festival                               | Model Star Award Winner                                       |
| 2007 | FHM Philippines Top 100 Sexiest Women in the World | Rank #55                                                      |
| 2006 | FHM Philippines Top 100 Sexiest Women in the World | Rank #40                                                      |
| 2006 | Nickelodeon’s 2006 Kids’ Choice Awards             | Pinoy Wannabe Awardee Nomination                              |
| 2006 | Metro Manila Film Festival                         | Best Actress Nominee                                          |
| 2005 | 2nd USTv Thomasian Students' Choice Awards         | Students' Choice for Best Actress                             |
| 2005 | Golden Screen Awards                               | Breakthrough Performance by an Actress for Milan              |
| 2004 | 28th Gawad Urian                                   | Pinakamahusya na Pangalawang Aktres (Best Supporting Actress) |
| 2004 | Guillermo Mendoza Memorial Foundation Awards       | Most Promising Female Actress                                 |
| 2004 | FHM Philippines Top 100 Sexiest Women in the World | Rank #65                                                      |
| 2004 | Metro Manila Film Festival                         | Best Supporting Actress Nomination for the movie Sigaw        |
| 2004 | Metro Manila Film Festival                         | Best Supporting Actress Nomination for the movie Sabel        |

## Filmografía

### Televisión
| Año       | Título                                                     | Roles                            | Canales     |
| 2012      | Kahit Puso'y Masugatan                                     | Andrea San Jose                  | ABS-CBN     |
| 2011-2012 | Showbiz Exclusives                                         | Host                             | GMA News TV |
| 2009      | Binibining Pilipinas 2009                                  | Host                             | GMA Network |
| 2009      | All About Eve                                              | Nicole Gonzales                  | GMA Network |
| 2008      | Obra                                                       | Various Roles                    | GMA Network |
| 2008-2009 | LaLola                                                     | Sera Romina (Special Guest Role) | GMA Network |
| 2008      | ESP                                                        | Cassandra                        | GMA Network |
| 2008      | Joaquin Bordado                                            | Sofia Apacible / Carol Aguila    | GMA Network |
| 2007      | Impostora                                                  | Lara / Sara Carreón              | GMA Network |
| 2007      | Magpakailanman: The Rosa Rosal Story                       | Young Rosa                       | GMA Network |
| 2007      | Lola Basyang Episode - Ang Prinsiping Mahaba ang Ilong     | Princesa Isabella                | GMA Network |
| 2007      | Magpakailanman: Paano ba maging ina? (The Babymaker Story) | Rebecca                          | GMA Network |
| 2006      | Atlantika                                                  | Amaya / Cielo                    | GMA Network |
| 2006      | Sandwichlandia (Fantasy Commercial Series)                 | Tina Tinapay                     | GMA Network |
| 2006      | Encantadia: Pag-Ibig Hanggang Wakas                        | Sanggre Amihan                   | GMA Network |
| 2005      | Etheria: Ang Ikalimang Kaharian ng Encantadia              | Sanggre Amihan                   | GMA Network |
| 2005      | Encantadia                                                 | Reyna Amihan                     | GMA Network |
| 2005      | At Your Service: Star Power                                | Herself-Host                     | GMA Network |
| 2005      | 3R (Respect, Relax, Respond)                               | Herself-Host                     | GMA Network |
| 2005      | Love To Love Season 4: Sweet Exchange                      | Trisha Rogelio                   | GMA Network |
| 2004      | Te amo, maging sino ka man                                 | Rosela Atilado                   | GMA Network |
| 2001      | Kung Mawawala Ka                                           | Febe Valiente                    | GMA Network |

### Películas
| Año  | Título                             | Roles           |
| TBD  | The Echo                           | Gina            |
| 2009 | Ouija 2: Ang Pagbangon ni Lola     | Sandra          |
| 2009 | Sundo                              | cameo role      |
| 2008 | Desperadas 2                       | Stephanie       |
| 2008 | Scaregiver                         | Marsha          |
| 2008 | One True Love                      | Bella           |
| 2007 | Desperadas                         | Stephanie       |
| 2007 | Batanes: Sa Dulo ng Walang Hanggan | Pam             |
| 2007 | Ouija                              | Sandra          |
| 2007 | Mona: Singapore Escort             | Mona            |
| 2007 | Blackout                           | Belen           |
| 2006 | Shake, Rattle & Roll 8             | Cecille         |
| 2006 | Eternity                           | Milagros        |
| 2006 | Moments of Love                    | Divina Buenacer |
| 2005 | Mulawin The Movie                  | Reyna Amihan    |
| 2005 | Ispiritista: Itay, may moomoo!     | Linda           |
| 2005 | Pinoy Blonde                       | Yanni           |
| 2004 | Sigaw (The Echo)                   | Anna            |
| 2004 | Sabel                              | Jenny           |
| 2004 | Annie B.                           | Trisha          |
| 2004 | Milan                              | Mary Grace      |